# Eugenio Fumagalli
Eugenio Fumagalli (Bellusco, 21 marzo 1947) è un ex calciatore italiano, di ruolo difensore.

## Caratteristiche tecniche
Giocava come terzino destro.

## Carriera
In carriera ha collezionato 27 presenze in Serie A con le maglie di Foggia (in due differenti periodi) e Palermo (esordio il 27 settembre 1970 nel pareggio esterno del Foggia col Torino), in tre campionati di massima serie, tutte concluse con la retrocessione della compagine in cui militava.
Ha inoltre totalizzato 260 presenze e 4 reti in Serie B con le maglie di Novara, Avellino e Foggia, con cui ha conquistato due promozioni in massima serie nelle stagioni 1969-1970 e 1975-1976.

## Palmarès
- Campionato italiano di Serie B: 1

Foggia: 1969-1970